# Bacino Turkana
Il bacino Turkana, situato nella parte settentrionale del Kenya e in quella meridionale dell'Etiopia (immediatamente adiacente alla loro convergenza con il Sudan del Sud e l'Uganda), è un importante centro di subsidenza geologica e sito dove è stata trovata una serie di fossili ben conservati risalenti principalmente al Pliocene-Pleistocene, ma con ritrovamenti datati al Cretacico. Le aree più ricche di ritrovamenti fossili sono Lothagam, Allia Bay e Koobi Fora.
La maggior parte del bacino Turkana è una zona di boscaglia o quasi desertica, ma al centro del bacino si trova il lago Turkana, un vasto lago alcalino attorno al quale vivono molte specie animali e le popolazioni dei Turkana, Dassanetch, Nyangatom e Pokot.

## Geografia
Il lago Turkana è posizionato proprio al centro del bacino ed è fiancheggiato dal deserto del Chalbi a est e dalle pianure di Lotakapi a nord, di Karasuk a ovest e di Samburu a sud. 
La vegetazione all'interno del bacino è prevalentemente composta da boscaglia, arbusti e erbe di ambiente desertico, con isolate acacie e qualche prateria.
Le città più importanti sono Lokitaung, Kakuma, Lodwar, Lorogumu, Ileret e Kargi. Nella parte ovest del bacino vivono i Turkana, nella parte sud i Samburu e i Pokot, a nord e a est si trovano i Nyangatom, i Dassanetch e i Borana.

## Geologia
Le più antiche evidenze geologiche risalgono al Cretacico e sono dominate da sequenze fluviali orientate verso est che defluivano nell'Oceano Indiano. anche le successive formazioni dell'Ologocene e Miocene sono caratterizzate da un regime fluviale, ma non sono unificate in una singola unità stratigrafica.
Circa 4,2 milioni di anni fa, la regione fu soggetta a un importante e diffuso vulcanismo, associato ai basalti di Gombe nella formazione di Koobi Fora a est, e ai basalti di Lothagam più a sud. Questo evento diede luogo alla formazione di un lago nel centro del bacino e al sistema deposizionale continuo all'interno del bacino.
Il processo di deposizione sedimentaria all'interno del bacino Turkana è principalmente collegato alla subsidenza, risultante dal rifting tra la placca somala e la placca africana che hanno dato luogo alla formazione di una serie di strutture a horst e graben, e a un deposito di sedimenti dello spessore di circa 1 km al centro del bacino datato a un milione di anni fa. I sedimenti, che diventano più sparsi e discontinui mano a mano che ci si allontana dal centro del bacino, suggeriscono che nel bacino si sono alternati regimi fluviali e lacustri per tutto il Pliocene-Pleistocene, principalmente come risultato della continua attività vulcanica dapprima a est e successivamente a sud del bacino.